# 존 도
존 도(영어: John Doe)는 이름이 없는(공개되지 않은) 사람을 가리켜 사용하는 영어식 인명이다. 한국어의 경우 홍길동이나 아무개에 해당한다. 여성 이름으로 제인 도(Jane Doe) 또는 제인 로(Jane Roe)가 쓰인다. 존 스미스(John Smith)와 제인 스미스(Jane Smith) 역시 많이 쓰인다.

## 같이 보기
- 앨런 스미시
- 갑지
- 타맘 슈드 사건